# Доруха
Доруха — опустевшая деревня в Вышневолоцком городском округе Тверской области.

## География
Находится в центральной части Тверской области на расстоянии приблизительно 16 км по прямой на северо-восток от города Вышний Волочёк.

## История
Была отмечена еще на карте Менде (состояние местности на 1848 год). В 1859 году здесь (деревня Вышневолоцкого уезда) было учтено 5 дворов. До 2019 года входила в состав ныне упразднённого Дятловского сельского поселения Вышневолоцкого муниципального района. 

## Население
Численность населения составляла 41 человек (1859 год), 0 как в 2002 году, так и в 2010.